# جينداتا (بيانات الجينات)
جينداتا هي موفر لحلول معلوماتية حيوية ومقرها مدينة بازل في سويسرا. وتقوم بتوفير المنتجات لصناعة الدواء والتقنية الحيوية والزراعة والأكاديميا لجميع أنحاء العالم. وقد تلقت جينداتا اهتمام ايجابي كبير في عدة منشورات صناعية مستقلة على سبيل المثال الجينوم ويب (GenomeWeb)، والبايو انفورم (BioInform)، وكذلك بايو أي تي وورلد (Bio-IT World).
وتقوم جينداتا كعضو في اتحاد انوميد بريدتوكس InnoMed PreTox [الإنجليزية] للأبحاث بالتعاون مع شركات الأدوية الأوروبية على استعمال علم الوراثة السُمي في عمليات التنمية الصيدلانية.

## المنتجات
- فيلسفور الجينداتا  - يتمحور الهدف فيه حول إدارة المعلومات البحثية
- فرز أو فحص الجينداتا - مشروع حل الإنتاجية الفائقة [2][3] والفحص عالي المحتوى[4] لإدارة البيانات وتحليلها
- الجينداتا التعبيري  - منصة اكتشاف البيوماركر والتي تقوم بدمج وتحليل التعبير الجيني[5]

, البروتيوميات, والايض, فضلاً عن مشاريع تمتد عبر مجالات التكنولوجيا المختلفة كما في علم الوراثة السمي

## وصلات خارجية
- موقع الجينداتا الرسمي